# ジョルジュ・グルン
ジョルジュ・グルン（Georges Grün, 1962年1月25日 - ）は、ベルギー出身の元サッカー選手。ポジションはセンターバック。ベルギー代表ではキャプテンを務めていた。

## クラブ経歴
1983年にRSCアンデルレヒトでデビュー、7シーズンプレーし、1990年のワールドカップ後、当時セリエAに初昇格したACパルマに移籍した。すぐに守備の中心選手となって活躍、リベロだけでなく守備的MFとしても起用され、4シーズンプレーした。1991-92シーズンのコッパ・イタリアでは決勝でユヴェントスを破ってクラブ初タイトル獲得に貢献。1992-93シーズン、カップウィナーズカップ決勝のロイヤル・アントワープ戦ではチームの優勝を決定的とするステファーノ・クオーギのゴールをクロスでアシストした。1993-94シーズン途中、負傷により長期離脱することとなり、チームは急遽ロベルト・センシーニを獲得した。シーズン終了後にパルマを離れた。
アンデルレヒトへ複帰、2シーズンプレーした後、1996-97シーズン、セリエAレッジャーナに加入したがチームをセリエB降格から救えず、シーズン終了後に現役を引退した。

## 代表経歴
グルンは1984年6月13日、UEFA欧州選手権1984、グループリーグ初戦のユーゴスラビア戦でベルギー代表デビューを飾り、この試合で代表初得点も記録した。1985年に開催された1986 FIFAワールドカップ・ヨーロッパ予選プレーオフではオランダと対戦。ブリュッセルで行われた第1戦を1-0で勝利し、アウェーのロッテルダムで行われた第2戦は72分までに0-2でリードされる苦しい展開であったが、後半途中出場を果たしたグルンは、84分に右サイドを突破したエリック・ゲレツのセンタリングからヘディングシュートを決めた。この試合は1-2で敗れたが、2試合合計2-2のタイスコアとなり、アウェーゴールルールによる勝ち抜けで2大会連続のワールドカップ出場を果たした。グルンは翌年の本大会でもレギュラーとしてベスト4進出に貢献した。
その後も、1990年のFIFAワールドカップ・イタリア大会で2試合に出場。1994年のFIFAワールドカップ・アメリカ大会ではグループリーグ第2戦のオランダ戦でフィリップ・アルベールの決勝点をアシスト。決勝トーナメント1回戦のドイツ戦で1得点を挙げたが、2-3で敗れた。国際Aマッチ77試合出場6得点を記録した。
引退後はベルギーの放送局RTL TVIでUEFAチャンピオンズリーグの解説者を務めている。

## 代表歴

### 出場大会
- ベルギー代表
  - 1986 FIFAワールドカップ
  - 1990 FIFAワールドカップ
  - 1994 FIFAワールドカップ

### 試合数
- 国際Aマッチ 77試合 6得点（1984年-1995年）[6]

| ベルギー代表 | 国際Aマッチ | 国際Aマッチ |
| 年           | 出場        | 得点        |
| ------------ | ----------- | ----------- |
| 1984         | 7           | 1           |
| 1985         | 5           | 1           |
| 1986         | 12          | 0           |
| 1987         | 7           | 0           |
| 1988         | 6           | 1           |
| 1989         | 5           | 0           |
| 1990         | 8           | 0           |
| 1991         | 7           | 0           |
| 1992         | 6           | 0           |
| 1993         | 4           | 0           |
| 1994         | 5           | 1           |
| 1995         | 5           | 2           |
| 通算         | 77          | 6           |